# نیا شرما
نیا شرما (انگلیسی: Nia Sharma)؛ (زادهٔ ۱۷ سپتامبر ۱۹۹۰) مدل و بازیگر هندی است که در تلویزیون هند ظاهر می‌شود. او به خاطر بازیگری در نقش مَنوی چودهری در سریال تلویزیونی خواهر من یک جواهره، با عنوان جهانی جدا نشدنی‌ها، برای نقش روشنی پاتل در سریال داماد، با عنوان جهانی پادشاه قلب‌ها از شبکهٔ تلویزیونی زی تی وی، برای نقش آروهی کاشیاپ در سریال برای عشقم جان می‌دهم از شبکه تلویزیونی کالرز تی‌وی و بریندا پارک در سریال ملکه مارها ۴ معروف است.

## دوران حرفه ای
۲۰۱۰–۲۰۱۳: آغاز کار و موفقیت

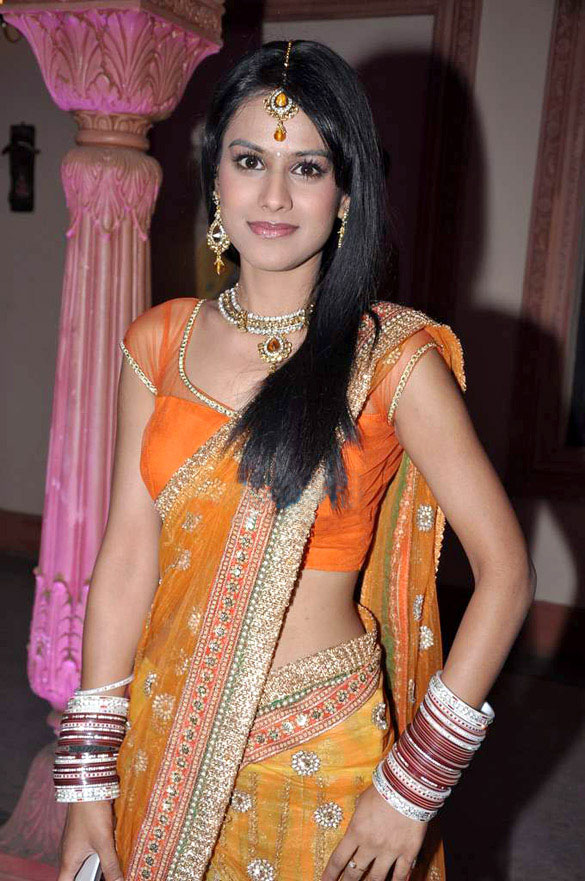
نیا شرما

شرما، فعالیت شغلی خود در تلویزیون را، در سال ۲۰۱۰ با ظاهر شدن در نقش آنو در سریال کالی-یک مصیبت از شبکهٔ تلویزیونی استار پلاس آغاز کرد. او سپس در نقش نیشا مهتا در سریال پر ستاره خواهران همین شبکه، بازی کرد.

## فیلم‌شناسی
تلویزیون
| سال       | عنوان               | نقش          | نکات | مرجع   |
| --------- | ------------------- | ------------ | ---- | ------ |
| ۲۰۱۱–۲۰۱۰ | کالی-یک مصیبت       | آنو          |      | [ ۷ ]  |
| ۲۰۱۱      | خواهران             | نیشا مهتا    |      |        |
| ۲۰۱۳–۲۰۱۱ | خواهر من یک جواهره  | منوی چودهری  |      | [ ۸ ]  |
| ۲۰۱۶–۲۰۱۴ | داماد               | روشنی پاتل   |      | [ ۹ ]  |
| ۲۰۱۹–۲۰۱۸ | برای عشقم جان می‌دهم | آروهی کاشیاپ |      | [ ۱۰ ] |
| ۲۰۲۰–۲۰۱۹ | ملکه مارها ۴        | بریندا پارک  |      |        |

حضور ویژه
| سال  | عنوان        | نقش    |
| ---- | ------------ | ------ |
| ۲۰۱۴ | قبول می‌کنم   | روشنی  |
| ۲۰۱۸ | ملکه مارها ۳ | خودش   |
| ۲۰۲۰ | ملکه مارها ۵ | بریندا |

## جوایز
برنده

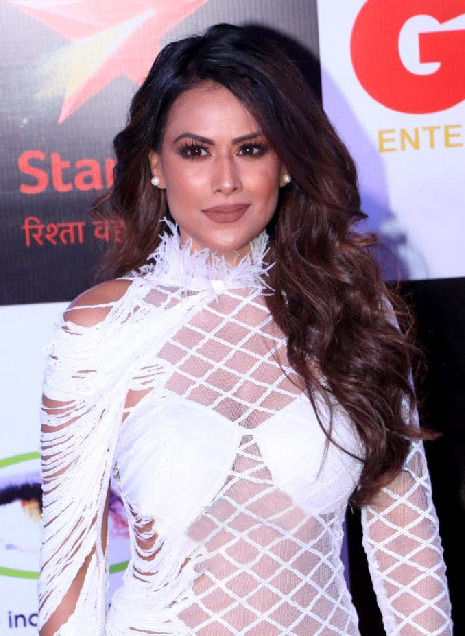
شرما در جوایز آی تی ای ۲۰۲۲

- ۲۰۱۲- جایزه آکادمی تلویزیون هند برای بهترین بازیگر زن محبوب به خاطر نقش آفرینی در سریال خواهر من یک جواهره.
- ۲۰۱۵- جایزه آکادمی تلویزیون هند جی آر ۸. (جایزه ویژه) نقش زن روبرو در سریال داماد.

کاندید شده
- ۲۰۱۳- جایزه تلی هند برای بهترین بازیگر نقش اول زن به خاطر نقش آفرینی در سریال خواهر من یک جواهره.
- ۲۰۱۴- جایزه آکادمی تلویزیون هند برای بهترین زوج نمایش در سریال داماد.[۱۱]
- ۲۰۱۵- جایزه گلد زی برای بهترین بازیگر (زن) به خاطر نقش آفرینی در سریال داماد.[۱۲]
- ۲۰۱۵- جایزه گلد زی برای محبوب‌ترین جودی (Jodi) به خاطر سریال داماد.
- ۲۰۱۹- جایزه گلد زی برای بهترین بازیگر نقش اول زن به خاطر نقش آفرینی در سریال برای عشقم جان می‌دهم.